# Zoborožcovití
Zoborožcovití (Bucerotidae) je čeleď ptáků z řádu zoborožců, pro jejíž zástupce je typický dlouhý, mohutný, často pestře zbarvený zobák, na jehož horní čelisti bývá většinou umístěna přilbice různých tvarů a barev. Zoborožcovití obývají tropickou a subtropickou Afriku, Asii a Melanésii. Zástupci čeledi jsou monogamní, tvoří páry na celý život. Hnízdí v přirozených dutinách stromů nebo na útesech. Živí se plody nebo drobnými živočichy. 

## Systematika
Čeleď Bucerotidae vytyčil v roce 1815 francouzský polyhistor Constantine Samuel Rafinesque.

### Seznam rodů
V roce 2023 se rozeznávalo 15 rodů a 60 druhů. Z rodů se jednalo o následující taxony:
- Aceros
- Anorrhinus
- Anthracoceros
- Berenicornis
- Buceros (dvojzoborožec)
- Bycanistes
- Ceratogymna
- Horizocerus
- Lophoceros
- Ocyceros
- Penelopides
- Rhabdotorrhinus
- Rhinoplax
- Rhyticeros
- Tockus

## Popis

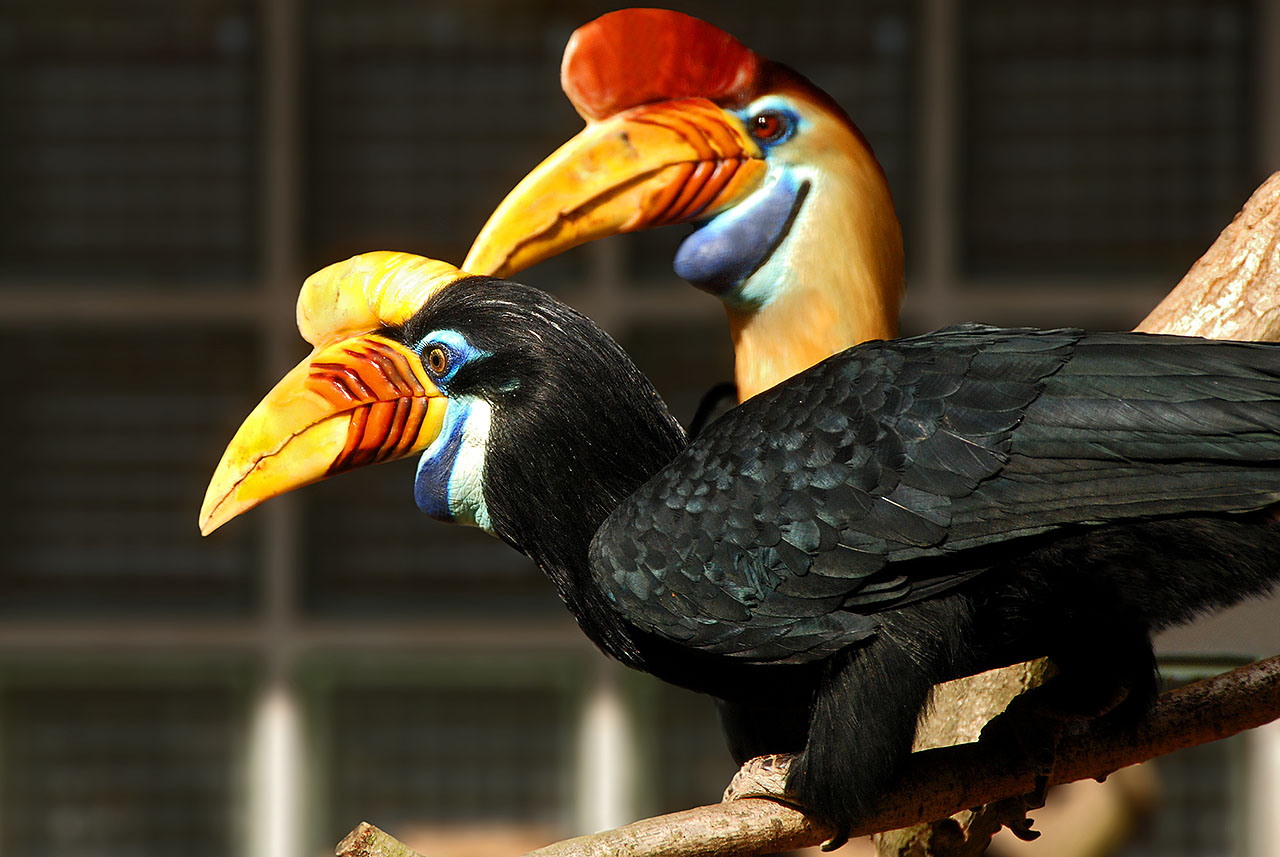
Pár zoborožců přílbových

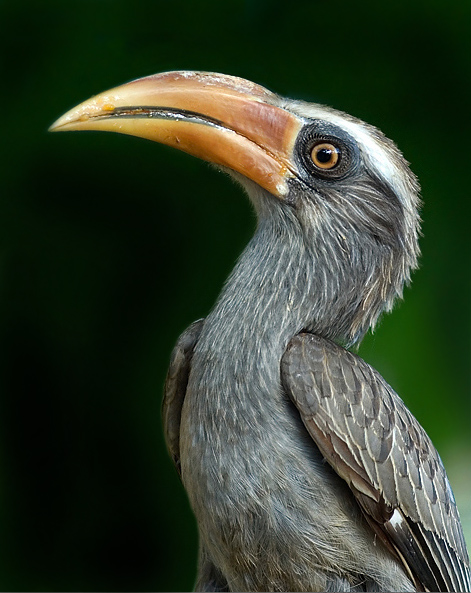
Zoborožec indický

Zoborožci jsou značně různorodí ptáci velikostí i zbarvením. Nejmenším zástupcem čeledi je zoborožec Hartlaubův, jehož hmotnost je přibližně 100 g a délka asi 30 cm. Největší je se svými 6 kg váhy a délkou těla 1,2 m zoborožec kaferský. Samci jsou vždy větší než samice, avšak v jaké míře, to již závisí na jednotlivých druzích.
Nejvýraznějším rysem zoborožců je zobák, s jehož ovládáním pomáhají i během evoluce srostlé první dva páteřní obratle, Atlas (obratel) a axis, a silné krční svaly. Zobák pomáhá v soubojích, při stavění hnízd, chytání kořisti nebo při čistění peří.
Zobák je  velký a zajímavě stavěný, často opatřený různými výrůstky. Je lehký, vyplněný vzduchovými komůrkami. Výrůstek zobáku zoborožce štítnatého a zoborožce přílbového) je plný. 
Zoborožci mají binokulární vidění, avšak zobák jim ve vidění částečně brání. Ptáci vidí špičku vlastního zobáku.[zdroj⁠?!] Oči jsou chráněny řasami, které slouží proti oslnění sluncem.
Duté kosti jsou vylehčené a vzduch může být i pod kůží. Zoborožci dobře plachtí, ale při letu jsou těžkopádní. Na zemi se pohybují krátkými poskoky. Mají silné nohy, které jim umožňují buď vytrvalou chůzi, nebo obratné poskakování mezi větvemi. Mnozí se pohybují především po zemi (pozemní typ).

## Ekologie

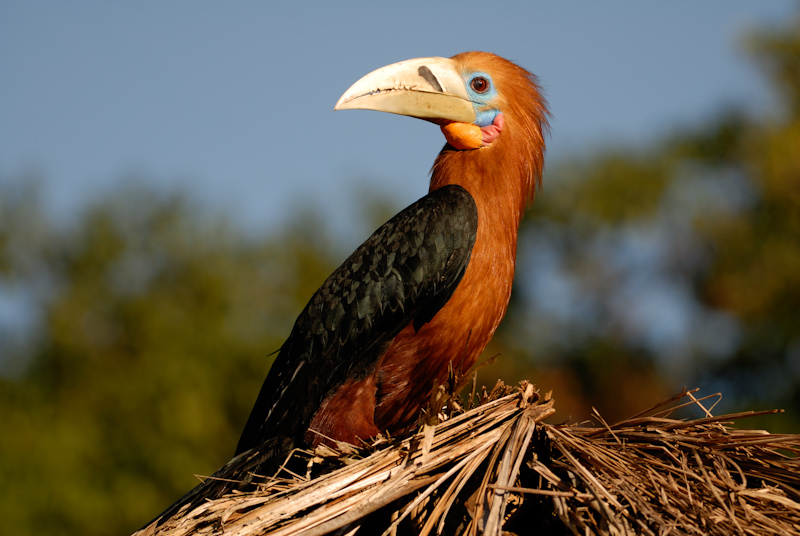
Samec zoborožce rudokrkého

Zoborožci jsou převážně všežraví ptáci. Živí se ovocem, bezobratlými živočichy (měkkýši, hmyzem a jeho larvami, kroužkovci) a malými obratlovci. Jsou ptáky s denní aktivitou a žijí v párech nebo malých rodinných skupinkách. Větší hejna tvoří mimo období hnízdění. Zoborožce lze rozdělit podle způsobu života na druhy žijící v otevřené krajině a na druhy lesní. Lesní druhy se živí převážně ovocem a jinými plody, zatímco zoborožci žijící na otevřených pláních jsou především masožraví. Lesní druhy roznášejí s trusem semena rostlin, čímž napomáhají přirozené obnově pralesa.
Zoborožci tvoří monogamní páry. Samice kladou jedno až osm bílých vajec, přičemž přibližně platí negativní korelace, tedy čím menší druh, tím více vajec.
Většina druhů snáší vejce v dutinách pralesních stromů. Samice většiny druhů v tuto dobu přepeřuje, a proto nemůže létat. Samečci některých druhů zazdí samičku v dutině stromu až na malý otvor, kterým ji pečlivě krmí. Mláďata jsou krmivá. Samice zůstává v dutině až do vylétnutí mláďat. Pak samec zobákem příčku rozbourá a všichni odlétnou. Jiné druhy ponechávají zazděná pouze mláďata.
Některé africké druhy zoborožců udržují vztah s mangustou jižní. Společně se krmí a při nebezpečí se navzájem varují. Také některé druhy opic vyhledávají potravu společně se zoborožci a dokonce čistí zoborožce od vnějších parazitů, které jim vybírají z peří. Je to zřejmě obdoba vzájemné péče o srst, která slouží k upevnění sociálních vztahů uvnitř společenství.

## Zoborožci a lidé
Zoborožci poutají pozornost člověka kvůli nápadnému vzhledu. Velký zoborožec havraní (Bucorvus abyssinicus) je totemovým ptákem některých kmenů v Čadu a severní Nigérii. Tamní lovci si upevňují na hlavu čelenku s vycpanou hlavou zoborožce a napodobují jeho pohyby, aby oklamali antilopy a další lovnou zvěř, kterou pak střílí otrávenými šípy.

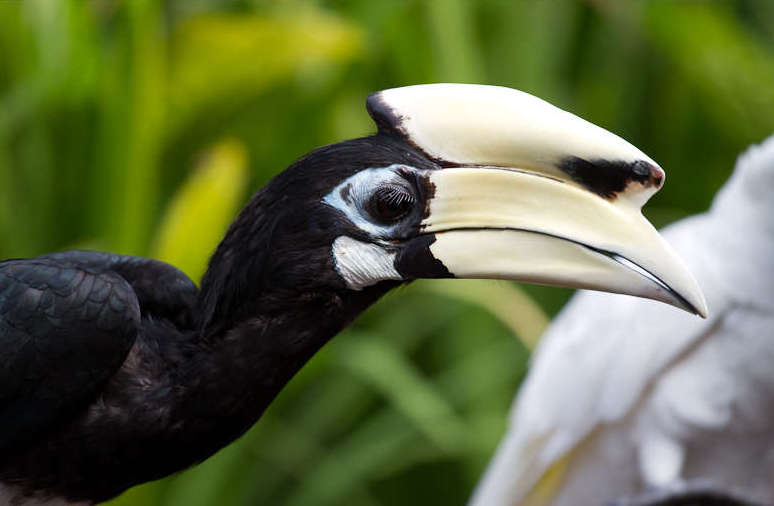
Zoborožec bělolící

Podle Dajaků z Kalimantanu je dvojzoborožec nosorožčí (Buceros rhinoceros) posvátný pták, spojený s bojem a světem zemřelých. Jeho křik před započetím válečné výpravy byl chápán jako věštecké znamení. Sousední Punanové pokládají zoborožce přílbového (Rhyticeros cassidix) za strážce přechodu mezi světem živých a mrtvých.
Řada druhů zoborožců je ohrožena vyhynutím především kvůli ztrátě přirozeného prostředí ničeného člověkem.
Kromě toho některé druhy zborožců ohrožuje člověk lovem. V Číně a Japonsku se v minulosti zhotovovaly ozdoby z „ptačí slonoviny“, což je výplň výrůstku na zobáku zoborožce přílbového (Rhyticeros cassidix), zranitelného druhu. Na rozdíl od vzhledově podobných, ale dutých útvarů na zobáku dvojzoborožců a dalších druhů je útvar na zobáku zoborožce přílbového plný a strukturou podobný slonovině. Od slonoviny se liší intenzivním oranžovým zbarvením. Člověk ho za cenu života nebo zmrzačení zoborožce dosud využívá podobně jako slonovinu k tradiční čínské řezbě. Kvůli výrůstku na zobáku loví také kriticky ohroženého zoborožce štítnatého (Rhinoplax vigil). Udává se, že výrůstek je na černém trhu třikrát dražší než slonovina.
Maso zoborožců se obvykle nekonzumuje, peří místy slouží jako ozdoba.

## Chov v zoo
Ptáci z čeledi zoborožcovití jsou v zoo a obdobných zařízeních Evropy chováni již přes 250 let. První známé záznamy zmiňují dvojzoborožce nosorožčího v Menagerii van Blauwe Jana v nizozemském Amsterdamu, a to již kolem roku 1700. Ve třicátých letech 18. století je pak zaznamenán zoborožec havraní ve vídeňské Menagerii Belvedere. První zoborožec v zoo moderního slova smyslu se objevil v londýnské zoo 31. března 1863. Jednalo se o zoborožce bělolícího a v průběhu následujících 15 let se do tamní zoo dostalo dalších 15 druhů zoborožců. První zoborožec – konkrétně zoborožec havraní – v německé zoo byl identifikován v roce 1868. Ačkoli se tedy jedná o dlouhodobě chovanou skupinu ptáků, na odchovy si musel svět zoo počkat dlouho. Teprve v roce 1926 se povedl první úspěšný odchov toka rudozobého, a to hned ve dvou německých zoo zároveň – zoo ve Frankfurtu nad Mohanem a Zoo Berlín. Mezi pozemními typy zoborožců si prvenství zajistila zoo ve švýcarské Basileji v roce 1954, když se tam narodilo mládě zoborožce havraního. První úspěšný odchov dalšího pozemního druhu – zoborožce kaferského – se podařil až v roce 1994 v Zoo Praha.

### Chov v českých a slovenských zoo
Ke konci roku 2017 bylo v 15 českých a čtyřech slovenských zoo založených před rokem 1989 a sdružených v Unii českých a slovenských zoologických zahrad (UCSZOO) chováno 25 druhů zoborožcovitých ptáků. Největší kolekce se nachází v Zoo Zlín, kde chovají 11 druhů, následovaná zoo v Praze a Liberci, v nichž měli v tu dobu po sedmi druzích. Ke konci roku 2018 bylo v Zoo Praha chováno šest druhů. Na Slovensku jsou zoborožci chováni v Zoo Bojnice (šest druhů) a Zoo Košice (čtyři druhy).